# Bertha Hallauer
Bertha Hallauer (* 12. Februar 1863 in Wilchingen; heimatberechtigt ebenda; † 13. Oktober 1939 ebenda) war eine Schweizer Dichterin und Autorin.

## Leben und Wirken
Bertha Hallauer war die Tochter des Arztes Johann Conrad Hallauer und der Katharina geborene Waldvogel. Sie wuchs mit sechs Geschwistern im Schloss Haslach auf, in dem ihr Vater eine Kuranstalt eingerichtet hatte. Die Kinder wurden früh Vollwaisen und von Verwandten aufgenommen. Nach dem Besuch der Schaffhauser Sekundarschule ging Hallauer 1879 für zwei Jahre nach Frankreich. Nach Wilchingen zurückgekehrt heiratete sie 1883 den Chemiker, Hauptmann und Landwirt Alfred Gysel. Er war musisch begabt und Sohn des Kantons-, Regierungs- und Ständerats Zacharias Gysel, dessen Mutter ebenfalls eine geborene Waldvogel war. Das Paar hatte fünf Kinder.
Hallauer begann als junge Ehefrau Gedichte zu verfassen. Im Jahr 1906 verlor sie ihren Ehemann und musste ihre Kinder alleine versorgen. Zudem verlor sie 1927 ihr Augenlicht. Diese Schicksalsschläge konnte sie dank ihrer Religiosität dichterisch verarbeiten. Ihre Gedichte und Erzählungen sind schlichte Darstellungen des Lebens einer Schaffhauser Frau um die Wende zum 20. Jahrhundert. Posthum erschienen zwei Bände mit Vertonungen ihrer Gedichte.

## Werke
- Späte Rosen. Gedichte. Huber, Frauenfeld 1910; 2. vermehrte Auflage. Orell Füssli, Zürich 1916.
- Sonnenuntergang. Orell Füssli, Zürich 1916.
- Sehnsucht nach dem Lichte. Orell Füssli, Zürich 1933.
- Hans Siegenthaler: Hoffe und harre (Chor-Partitur). Müller & Schade, Bern 1948.
- Johannes Zentner: Mein Heimattal (Chor-Partitur). Musikverlag zum Pelikan, Zürich 1953.

## Belege
1. ↑  Eduard Joos: Zacharias Gysel. In: Historisches Lexikon der Schweiz.  12. Dezember 2013.

| Personendaten    | Personendaten                               |
| ---------------- | ------------------------------------------- |
| NAME             | Hallauer, Bertha                            |
| ALTERNATIVNAMEN  | Gysel-Hallauer, Bertha (vollständiger Name) |
| KURZBESCHREIBUNG | Schweizer Dichterin                         |
| GEBURTSDATUM     | 12. Februar 1863                            |
| GEBURTSORT       | Wilchingen, Schweiz                         |
| STERBEDATUM      | 13. Oktober 1939                            |
| STERBEORT        | Wilchingen, Schweiz                         |